# 락드 다운
《락드 다운》(영어: Locked Down)은 2021년 공개된 미국의 로맨틱 코미디, 하이스트 영화이다. 더그 라이먼이 감독을 맡았으며, 스티븐 나이트가 각본을 맡았다.

## 출연진
- 앤 해서웨이
- 추이텔 에지오포
- 벤 스틸러
- 스티븐 머천트
- 둘레 힐
- 재즈민 사이먼
- 마크 게이티스
- 민디 케일링
- 벤 킹즐리
- 루시 보인턴